# 夏女決定トーナメント
夏女決定トーナメント（なつおんなけっていトーナメント）は、JWP女子プロレスで開催していたシングルマッチまたはタッグマッチによるトーナメント戦。

## 概要
隔年によりシングル、タッグで開かれ、いずれもノックアウトトーナメント方式で争われる。通常は2興行に分けて行われるが（2009年と2012年は昼夜開催）、2011年は1興行での開催となった。
年度によって試合時間は変動するが、決勝戦は無制限一本勝負に統一されている。2010年はすべて無制限。その他の年度は時間切れとなった場合、ツーカウントフォール（フォールカウントを3から2に短縮）方式5分間の延長戦、それでも決着付かない場合はワンカウント方式の再延長となる。また、トーナメントにエントリーされていない、あるいは1回戦で敗退した選手による「裏夏女」決定バトルロイヤルも組まれている。
JWP所属選手中心となるが、他団体にも門戸を開放している。2012年大会はアイスリボンと合同の「JRibbon」として開催。出場タッグはすべてJWP・アイス混成となり、ラジアントホールでの昼夜興行（昼アイス、夜JWP）でトーナメントが組まれた。

## 歴代優勝者
| 年     | 優勝                          | 脚注  |
| ------ | ----------------------------- | ----- |
| 2009年 | 米山香織                      | [ 5 ] |
| 2010年 | コマンド・ボリショイ&米山香織 | [ 6 ] |
| 2011年 | 倉垣翼                        | [ 7 ] |
| 2012年 | 中森華子&成宮真希             | [ 1 ] |